# Robert Grant (astronome)
Pour les articles homonymes, voir Robert Grant.
Robert Grant (17 juin 1814 - 24 octobre 1892) est un astronome écossais.

## Carrière
Il est né le 17 juin 1814 à Grantown-on-Spey, Morayshire, où son père est engagé dans le commerce. Une maladie de six ans interrompt ses études et il apprend seul, à sa guérison à 19 ans, le grec, le latin, le français, l'italien et les mathématiques. Après quelques brèves études au King's College d'Aberdeen, il entre en 1841 dans le comptoir de son frère à Londres et y entreprend de rassembler des matériaux pour une histoire de l'astronomie.
Grant poursuit des recherches à Paris de 1845 à 1847, gagnant sa vie en enseignant l'anglais tout en assistant aux conférences d'Arago et de Leverrier. Son History of Physical Astronomy from the Early Ages to the Middle of the Nineteenth Century, publié partiellement par la Society of Useful Knowledge en 1848-9, parait sous une forme complète en mars 1852, et vaut à Grant en 1856 la Médaille d'or de la Royal Astronomical Society. Il est élu membre de la Société le 14 juin 1850 ; il édite les Notices Mensuelles de 1852 à 1860  et siège au conseil de 1853 à 1860. En 1855 et 1865, il obtient des diplômes de MA et de LL. D. de l'université d'Aberdeen, et est élu membre de la Royal Society au cours de la dernière année .
Ayant obtenu son diplôme d'astronome pratique en travaillant pendant quelques mois à l'Observatoire royal de Greenwich, Grant est nommé en 1859 pour succéder à John Pringle Nichol (en) comme professeur d'astronomie et directeur de l'observatoire à l'université de Glasgow. La seule partie disponible de son équipement est un cercle de transit de six pouces d'Ertel et avec lui, Grant fait une longue série d'observations méridiennes, dont les résultats sont incorporés dans A Catalog of 6415 Stars for the Epoch 1870 , publié à Glasgow en 1883. L'introduction contient une discussion sur les mouvements appropriés. Un catalogue supplémentaire de 2156 étoiles parait quelques semaines après sa mort.
Un équatorial Cooke de neuf pouces est monté sous la supervision de Grant en 1863 et employé par lui pour les observations de planètes, de comètes et d'étoiles doubles. Il rejoint l'expédition de l'Himalaya en Espagne pour l'éclipse totale du 18 juillet 1860 et, depuis sa station près de Vittoria, assiste à la révélation de la chromosphère et des proéminences, qu'il avait été l'un des premiers à déduire. Il crée en 1861 le service horaire à commande électrique de Glasgow et collabore avec Sir George Biddell Airy en 1865 pour déterminer, au moyen de signaux galvaniques, la différence de longitude entre Glasgow et Greenwich. Il observe les météores Léonides de 1866 et 1868, l'Andromède de 1872 et 1885, et l'entrée de Vénus au transit de 1882 et en fait des communications à la Royal Astronomical Society. Dans une lettre au Times du 20 septembre 1867, il retrace les faux papiers de Pascal jusqu'à leur source dans la troisième édition des Principia de Newton .
Grant est décédé le 24 octobre 1892 à Grantown-on-Spey .

## Famille
Il épouse le 3 septembre 1874 Elizabeth Emma Davison de Newcastle, Nouvelle-Galles du Sud, et co. Monaghan, Irlande, par qui il a un fils et trois filles .

## Œuvres
Il publie des traductions des Biographies d'Arago d'hommes scientifiques distingués, 1854, et du Traité populaire sur les comètes, 1861; et, avec l'amiral William Henry Smyth, de l'astronomie populaire d'Arago, 2 vol. 1855 et 1858. De nombreux articles de lui sont insérés dans Knight's English Cyclopaedia, et il contribue également à l'Astronomische Nachrichten, aux Comptes Rendus et aux Actes de la Philosophical Society de Glasgow, dont il est le président pendant trois ans .